# Waldo, Oregon
Waldo là một phố ma nằm trong Quận Josephine, Oregon, Hoa Kỳ, cách ranh giới California khoảng 3 dặm Anh.  Nó được định cư vào năm 1852 như một trại dành cho những người tìm vàng có tên gọi là Sailor's Diggings. 
Nơi này sau đó được đặt tên lại là "Waldo" để vinh danh William Waldo là ứng cử viên thống đốc California vào năm 1853. Có lẽ vì tin rằng khu định cư này nằm bên trong California nên William Waldo đã vận động tranh cử ở đó và thuyết phục người dân ở đây nên bỏ phiếu cho ông. Thị trấn này là quận lỵ đầu tiên của Quận Josephine.